# Luigino Ricci
Luigi „Luigino“ Ricci, auch Luigi Ricci-Stolz (* 1852 in Triest; † 10. Februar 1906 in Mailand) war ein italienischer Musiker und Komponist.

## Leben
Luigi Ricci (genannt Luigino) war der uneheliche Sohn von Luigi Ricci und Franziska Stolz. Er wurde ein erfolgreicher Dirigent und Komponist, der neben Kirchenmusik, Liedern und einem Streichquartett auch etliche Opern veröffentlichte. Als Erbneffe seiner Tante Teresa Stolz und als angenommener Sohn von Luigi Ricci nannte er sich später Luigi Ricci-Stolz. (Gelegentlich wurde er aber auch als Sohn von Federico Ricci ausgegeben.)

## Opern
- Frosina – Genua, 1870
- Cola di Rienzo – Venedig, 1880
- Un curioso accidente – Venedig, 1880
- Donna Ines – Piacenza, 1885
- La coda del diavolo – Turin, 1885
- Don Chisciotte (nach Miguel de Cervantes) – Venedig, 1887
- Il frutto proibito – Barcelona, 1888
- Roma intangibile (G. A. Costanzo)

| Personendaten    | Personendaten                       |
| ---------------- | ----------------------------------- |
| NAME             | Ricci, Luigino                      |
| ALTERNATIVNAMEN  | Ricci, Luigi; Ricci-Stolz, Luigi    |
| KURZBESCHREIBUNG | italienischer Musiker und Komponist |
| GEBURTSDATUM     | 1852                                |
| GEBURTSORT       | Triest                              |
| STERBEDATUM      | 10. Februar 1906                    |
| STERBEORT        | Mailand                             |